# Raúl Prieto Velázquez
Raúl Prieto Velázquez (València, 26 de febrer de 1976) és una actor valencià conegut pels seus papers en sèries com Sin identidad, Velvet Colección o 4 estrelles.

## Biografia
Raúl va néixer a València i es va mudar sent molt petit a Salamanca on va viure la seva infància i temps més tard va estudiar Ciències de la Informació abans de començar amb la interpretació.
En els seus primers anys va participar en sèries com Los Serrano, Un paso adelante, Génesis: En la mente del asesino o LEX. El 2008 aconsegueix el seu primer paper a La Señora per interpretar Salvador, el germà d'Àngel (Rodolfo Sancho).
El 2020 fitxa per la segona temporada de Velvet Colección interpretant Rafael Cortes "El Aguja". El 2023 participa a La chica de nieve per a Netflix i a Las noches de Tefía d'Atresplayer. El mateix any s'anuncia que forma part del repartiment de 4 estrellas, la nova sèrie diària de La 1 juntament amb Toni Acosta, Dafne Fernández, Alejandro Albarracín, Marta Aledo, entre d'altres.

## Filmografia

### Televisió
| Any            | Títol                            | Paper                           | Cadena               | Notes       |
| -------------- | -------------------------------- | ------------------------------- | -------------------- | ----------- |
| 2004           | Los Serrano                      |                                 | Telecinco            | 1 episodi   |
| 2005           | Un paso adelante                 | Ligue de Ingrid                 | Antena 3             | 1 episodi   |
| 2006 - 2007    | Amar en tiempos revueltos        | Teodoro "Teo" Cifuentes         | La 1                 | 32 episodis |
| 2007           | Génesis: En la mente del asesino |                                 | Cuatro               | 1 episodi   |
| 2008           | LEX                              |                                 | Antena 3             | 1 episodi   |
| 2008 - 2010    | La Señora                        | Salvador González Ruiz          | La 1                 | 38 episodis |
| 2010           | Impares                          | Roberto Alcázar                 | Antena 3             | 2 episodis  |
| 2011           | Aída                             | Julián                          | Telecinco            | 1 episodi   |
| 2012           | Hospital Central                 | Álvaro                          | Telecinco            | 1 episodi   |
| 2013           | Frágiles                         | Freddy                          | Telecinco            | 1 episodi   |
| 2014           | Los misterios de Laura           | Juan                            | La 1                 | 4 episodis  |
| 2015           | Sin identidad                    | Álex Barral                     | Antena 3             | 14 episodis |
| 2016           | Olmos y Robles                   | Marcos San Juan                 | La 1                 | 1 episodi   |
| 2017 - 2018    | Velvet Colección                 | Rafael Cortés Vargas "El Aguja" | Movistar Plus+       | 3 episodis  |
| 2019           | La sala                          | Luis Corballán                  | Movistar Plus+       | 8 episodis  |
| 2020           | Caronte                          | Rodrigo Hernández               | Prime Video / Cuatro | 2 episodis  |
| 2020           | El Ministerio del Tiempo         | Ángel Fuensanta                 | La 1                 | 1 episodi   |
| 2020           | Antidisturbios                   | Bermejo                         | Movistar Plus+       | 6 episodis  |
| 2021           | Hierro                           | Brito                           | Movistar Plus+       | 2 episodis  |
| 2021           | Cardo                            | Nacho                           | Atresplayer          | 1 episodi   |
| 2022           | Vanda                            | Gonzalo                         | OPTO/SIC             | 8 episodis  |
| 2023 - present | 4 estrellas                      | Julio Conde                     | La 1                 | ¿? episodis |
| 2023           | La chica de nieve                | Álvaro Martín                   | Netflix              | 6 episodis  |
| 2023           | Las noches de Tefía              | Juan Berriel "Boncho"           | Atresplayer          | 6 episodis  |
| 2023           | El cuerpo en llamas              | Manu                            | Netflix              | ¿? episodis |

### Cinema
| Any  | Títol                      | Personatge   |
| ---- | -------------------------- | ------------ |
| 2003 | La fiesta                  | Javi         |
| 2005 | Me estoy quitando          | Client 1     |
| 2005 | Sinfín                     | Punky        |
| 2011 | Nos veremos en el infierno |              |
| 2016 | Que Dios nos perdone       | Bermejo      |
| 2016 | La furias                  | Tècnic ràdio |
| 2018 | Luz azul                   | V            |
| 2018 | El desentierro             | Richi        |
| 2019 | El silenci del pantà       | Nacho        |
| 2019 | Madre                      | Ramon        |
| 2021 | Donde caben dos            | Ricardo      |